# Toure' Murry
Toure' Murry (Houston, 8 novembre 1989) è un ex cestista statunitense.

## Statistiche
| † | Denota la stagione in cui ha vinto il titolo |

### NCAA
| Anno       | Squadra      | PG  | PT  | MP   | TC%  | 3P%  | TL%  | RP  | AP  | PRP | SP  | PP   |
| ---------- | ------------ | --- | --- | ---- | ---- | ---- | ---- | --- | --- | --- | --- | ---- |
| 2008-2009  | WSU Shockers | 34  | 34  | 28,2 | 37,1 | 32,1 | 75,3 | 3,8 | 2,5 | 1,3 | 0,4 | 11,0 |
| 2009-2010  | WSU Shockers | 35  | 35  | 31,6 | 42,4 | 33,1 | 70,8 | 5,0 | 3,1 | 1,4 | 0,3 | 11,9 |
| 2010-2011† | WSU Shockers | 37  | 33  | 26,1 | 40,7 | 28,3 | 79,7 | 4,5 | 3,4 | 1,2 | 0,3 | 9,4  |
| 2011-2012  | WSU Shockers | 33  | 28  | 29,3 | 42,2 | 28,6 | 78,9 | 4,7 | 3,3 | 1,3 | 0,3 | 12,2 |
| Carriera   | Carriera     | 139 | 130 | 28,8 | 40,5 | 31,1 | 76,2 | 4,5 | 3,1 | 1,3 | 0,3 | 11,1 |

#### Massimi in carriera
- Massimo di punti: 24 (2 volte)[1]
- Massimo di rimbalzi: 11 (3 volte)
- Massimo di assist: 8 (2 volte)
- Massimo di palle rubate: 5 Arkansas-Monticello (18 novembre 2009)
- Massimo di stoppate: 3 vs Evansville (25 gennaio 2012)
- Massimo di minuti giocati: 43 vs Drake (28 gennaio 2012)

### NBA

#### Regular season
| Anno      | Squadra       | PG | PT | MP  | TC%  | 3P%  | TL%  | RP  | AP  | PRP | SP  | PP  |
| --------- | ------------- | -- | -- | --- | ---- | ---- | ---- | --- | --- | --- | --- | --- |
| 2013-2014 | N.Y. Knicks   | 51 | 0  | 7,3 | 43,4 | 41,7 | 59,0 | 0,6 | 1,0 | 0,4 | 0,0 | 2,8 |
| 2014-2015 | Utah Jazz     | 1  | 0  | 1,1 | 0,0  | -    | -    | 0,0 | 0,0 | 0,0 | 0,0 | 0,0 |
| 2014-2015 | Wash. Wizards | 4  | 0  | 4,3 | 50,0 | -    | 100  | 0,3 | 0,3 | 0,3 | 0,0 | 1,5 |
| Carriera  | Carriera      | 56 | 0  | 7,0 | 43,3 | 41,7 | 61,0 | 0,8 | 0,9 | 0,4 | 0,0 | 2,6 |

#### Massimi in carriera
- Massimo di punti: 15 vs Toronto Raptors (16 aprile 2014)[2]
- Massimo di rimbalzi: 4 vs Oklahoma City Thunder (25 dicembre 2013)
- Massimo di assist: 6 Toronto Raptors (28 dicembre 2013)
- Massimo di palle rubate: 3 (2 volte)
- Massimo di stoppate: 1 vs Golden State Warriors (28 febbraio 2014)
- Massimo di minuti giocati: 29 vs Toronto Raptors (16 aprile 2014)

## Palmarès

### Squadra
- Campione NIT (2011)
- 2 volte campione NBA D-League (2013, 2016)
- Campionato bosniaco: 1

Zrinjski Mostar: 2017-18

### Individuale
- All-NBDL All-Defensive Second Team (2013)
- All-NBDL All-Rookie Third Team (2013)